# 향거리선제
향거리선제(鄕擧里選製)는 중국 한나라 때 시행된 관리 임용법이다. 지방관과 지방의 유력자가 관내의 우수한 인물을 추천하는 형식으로 진행되었다.
전한 초기에 정권을 잡은 것은 고제 유방에 협력하여 초한전쟁 때 공적을 올린 원훈들과 그 후손들이었다. 이 시기의 관원 임용법은 임자라 하여 일정 이상의 관료의 자제를 새로운 관료로 임명하는 식이었다.
기원전 178년 문제는 현량방정하고 직언극간하는 선비를 천거하라는 칙령을 내렸고 그 후에도 같은 칙령이 여러 번 나왔다. 기원전 134년에는 동중서의 건의에 의해 무제가 군수들에게 매년 한명의 유덕자를 추천할 것을 요구했다(효렴). 한나라의 지방행정구역은 군 > 현 > 향 > 리 의 순서였고, "향거리선"이라는 이름은 여기서 유래했다. 줄여서 선거(選擧)라고도 불렀지만, 근현대의 선거와는 그 개념이 전혀 다르다.
향거리선제의 인물평가 과목으로는 효렴·현량·방정·직언·문학·계리·수재 등이 있었다.
추천은 군수와 상, 향리 유력자의 합의에 의해 선정된다. 따라서 이러한 인물들과의 연줄이 필수적이었고, 그 주요 모체가 된 것이 문경지치 시절부터 경제력을 쌓아온 호족이라는 존재이다. 호족 자신이 지방의 유력자이며, 그곳에서 선정된 군수와 상도 호족 출신인 경우가 많았기에 향거리선제 임용은 호족의 영향력이 강해졌다.
후한 시기가 되면 광무제가 유교를 중시하는 정책을 내세워 선거 과목 중에서도 특히 효렴이 중시되었다. 후한에서는 호족의 세력이 더욱 강해지고, 관에 추천되는지 여부는 호족들 사이의 명성이 전부가 되었다. 후한에서는 소위 명사라고 하는 인재평론가들이 유행했는데, 이것도 추천을 받기 위해서는 향리에서 명성이 필요했기 때문이다. 이 평판을 향론(郷論)이라고 부른다. 기원후 220년 위나라의 조비가 진군의 건의에 의해 구품중정제를 시행하여 항거리선제는 폐지되었다.
《삼국지》에 조조, 조비, 손권, 원술, 원담, 사섭, 사마의, 순욱, 순유, 진군, 곽회, 왕기, 화타, 장소, 황개, 하제, 주치, 강유, 유파, 저수, 전풍, 곽도 등이 향거리선제로 임용된 이들로 거명된다.